# Ферт ов Форт
Ферт ов Форт (енгл. Firth of Forth, шкот. Linne Foirthe) је естуар или ферт шкотске ријеке Форт, на мјесту гдје се она улијева у Сјеверно море, између Фајфа на сјеверу и Западног Лотијана, Единбурга и Источног Лотијана на југу. У римско доба је био познат под именом Бодотрија. У норским сагама  је познат као Myrkvifiörd.
1. ↑  Anderson, Joseph; Jón A. Hjaltalín (Jón Andrésson Hjaltalín), 1840-1908; Goudie, Gilbert (3. 1. 1873). „The Orkneyinga saga”. Edinburgh, Edmonston and Douglas. Приступљено 3. 1. 2018 — преко Internet Archive.